# Tina Charles
Tina Charles (Whitechapel, Londres, 10 de marzo de 1954) es una cantante británica de música disco que alcanzó su mayor nivel de popularidad en la década de 1970. Es mayormente conocida por su canción "I Love To Love" de 1976.
Tina comenzó su carrera como vocalista de coros y grabó su primer sencillo en solitario en 1969, con un entonces desconocido Elton John, realizando los coros. En 1971 grabó un disco llamado "Joe" (sobre un perrito).
Realizó los principales coros para el éxito de la música disco "I'm on Fire" en 1975, dentro del grupo 5000 Volts. Aunque, debido a problemas contractuales, no era públicamente reconocida como miembro del grupo, se opinó que poseía una mejor voz que la cantante oficial del grupo. Esta canción alcanzó el número 4 en el Reino Unido, y el número 26 en los Estados Unidos, y cuando trascendió el hecho de que las voces las realizaba ella, su carrera como cantante solista despegó.
El gran hit de Tina Charles llegaría en 1975, cuando el compositor y productor musical de origen angloindio Biddu, que acababa de lograr un éxito internacional como autor de "Kung Fu Fighting" para Carl Douglas, produjera para ella el sencillo "I Set My Love on Fire" y "I Love To Love". Éste permaneció durante 3 semanas número uno en la lista de sencillos del Reino Unido en marzo de 1976 y fue un éxito en muchos otros países. Continuó sacando singles número uno, como "Love Me Like A Lover", "Dance Little Lady Dance", "Dr Love", "Rendezvous" and "Love Bug", que la convirtieron en una estrella en Europa, Asia, Australia y Nueva Zelanda, pero nunca consiguió el éxito en los Estados Unidos.
Sobre 1979, su carrera comenzaba a declinar, y la música disco iba perdiendo el favor del público. Tina se casó y tuvo un hijo, y se dedicó durante unos años a su familia, lo que provocó que su carrera musical llegara a su fin. A mediados de 1980, intentó volver al panorama musical, pero no tuvo mucho éxito. Desde el año 2000, Tina ha actuado por Europa, donde la música disco y sus grandes éxitos han vuelto a la escena, y se ha convertido en una intérprete muy popular.

## Discografía

### Sencillos
- "Nothing In The World" - (1969)
- "In The Middle Of The Day" - (1969)
- "Good To Be Alive" - (1969)
- "Bo-Bo's Party" - (1970)

- "You Set My Heart On Fire" - (1975)
- "I Love to Love (But My Baby Loves to Dance)" - (1976) - UK Number 1 (3 Weeks)
- "Love Me Like A Lover" - (1976) - Number 31
- "Dance Little Lady Dance" - (1976) - Number 6
- "Dr Love" - (1976) - Number 4
- "Rendezvous" - (1977) - Number 27
- "Love Bug - Sweets For My Sweet (Medley)" - (1977) - Number 26
- "I'll Go Where Your Music Takes Me" - (1978) - Number 27
- "Makin' All the Right Moves"
- "Boogie 'Round the Clock"
- "I Love To Love (remix)" - (1986) - Number 67
- "I Love To Love (Latin Remix)" - (2004)
- "Higher" - (2006) - Number 5 [US BILLBOARD DANCE CHARTS]

### Álbumes
- I Love to Love - (1976)
- Dance Little Lady - (1976)
- Rendezvous - (1977)
- Heart 'N' Soul - (1977) - Number 35
- Tina Sings with Wild Honey and Heritage Mam - (1977)
- Greatest Hits - (1978)
- Just One Smile - (1980)
- World Of Emotion - (1993)
- I Love To Love - The Best Of - (1998)
- Dance Little Lady Dance - (1998)
- Foundation of Love - (2004)
- Feels Like Sunday - (2008)